# Hochgründeck
Hochgründeck är ett berg i Österrike.   Det ligger i distriktet Sankt Johann im Pongau och förbundslandet Salzburg, i den centrala delen av landet, 250 km väster om huvudstaden Wien. Toppen på Hochgründeck är 1 827 meter över havet, eller 873 meter över den omgivande terrängen. Bredden vid basen är 14,5 km.
Terrängen runt Hochgründeck är varierad. Närmaste större samhälle är Bischofshofen, 5,3 km nordväst om Hochgründeck. 
I omgivningarna runt Hochgründeck växer i huvudsak barrskog. Runt Hochgründeck är det ganska glesbefolkat, med 45 invånare per kvadratkilometer.